# エキサイト猛マシン
『エキサイト猛マシン』（エキサイトもうマシン、英題: Excitebots: Trick Racing）は、2009年に北米で任天堂より発売されたWii用のレースゲーム。日本では市販されず、2011年8月からクラブニンテンドーの会員特典として配布された。また、Wii U用のダウンロードソフトとして、北米では2016年12月15日から、日本では2017年6月28日から配信が行われている。

## 概要
2007年に発売された『エキサイト トラック』の続編にあたる。前作同様、レースの順位以外にもスタントをこなすことで獲得したスターが重要となる。
本作に登場するマシンは昆虫などの小動物をモチーフにしており、レース中に「スパナ」を取るとLEGスタイル（二足歩行モード）に変形し、レースを有利に進めることが出来る。